# Edwin C. Krupp

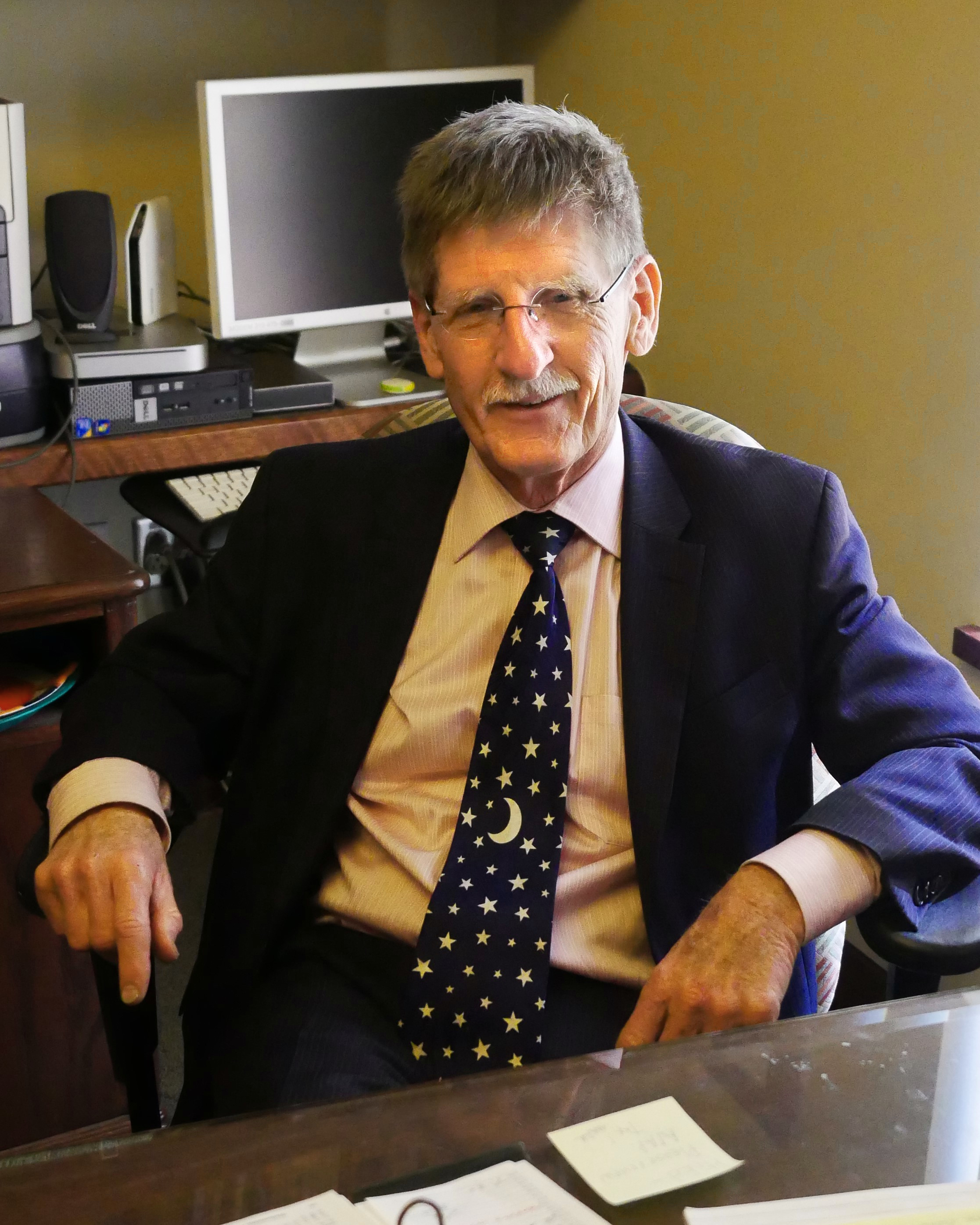
Edwin C. Krupp

Edwin C. Krupp (* 18. November 1944) ist ein US-amerikanischer Astronom und Astronomiehistoriker (Archäoastronomie).
1972 promovierte er bei George Abell in Astronomie an der University of California, Los Angeles (UCLA). Ab 1972 war er am (1935 gegründeten) Griffith Observatory in Los Angeles, zuerst ab 1970 als Teilzeit-Dozent, ab 1972 als Kurator und ab 1974 als Direktor. Er popularisierte die Astronomie in zahlreichen Aufsätzen (er schreibt für Sky & Telescope), Vorträgen (auch im Rahmen von Programmen seines Observatoriums), Büchern und im Fernsehen. Besonders verbreitet sind seine Bücher und Forschungen über Archäoastronomie (er bereiste weltweit über 1800 archäoastronomische Stätten). Er schreibt auch Astronomiebücher für Kinder.
Für seine populärwissenschaftlichen Beiträge wurde er mit einigen Preisen geehrt. 1989 erhielt er den Klumpke-Roberts Award der Astronomical Society of the Pacific, 1996 die G. Bruce Blair Medal der „Western Amateur Astronomers“ und 2002 den Clifford W. Holmes Award.

## Schriften
- als Herausgeber: In search for ancient astronomies. Doubleday, Garden City NY 1977, ISBN 0-385-11639-X (mehrere Auflagen).
- Echoes of the ancient skies. The astronomy of lost civilizations. Harper & Row, New York NY u. a. 1983, ISBN 0-06-015101-3.
- als Herausgeber: Archaeoastronomy and the roots of science (= AAAS Selected Symposium. 71). Westview Press, Boulder CO 1984, ISBN 0-86531-406-3.
- Beyond the Blue Horizon. Myths and Legends of the Sun, Moon, Stars, and Planets. HarperCollins, New York NY 1991, ISBN 0-06-015653-8.
- Skywatchers, Shamans & Kings. Astronomy and the Archaeology of Power. Wiley, New York NY u. a. 1997, ISBN 0-471-04863-1.